# Berriozar
Berriozar é um município da área metropolitana de Pamplona, a capital da comunidade foral de Navarra, Espanha. Faz parte da merindade de Pamplona, da comarca da Cuenca de Pamplona. Tem 2,71 km² de área e em 2021 tinha 10 723 habitantes (densidade: 3 956,8 hab./km²). O município foi criado em 14 de março de 1991, a partir da autonomização do concelho [es] (concejo) homónimo.

## Geografia
Berriozar encontra-se na Cuenca (bacia) de Pamplona, a 6 km a noroeste de Pamplona, 428 metros de altitude (sede do ayuntamiento). O município limita a norte com Ezcabarte, noroeste com Berrioplano (Aizoáin), a leste com Berrioplano (Artica) e a sul com Pamplona. A povoação situa-se no sopé do monte Ezcaba (ou de São Cristovão / c), no cimo do qual existe uma fortaleza atualmente abandonada cujo nome oficial é de Afonso XII. Tanto o monte como o forte são conhecidos popularmente como de São Cristóvão porque em tempos lá existiu uma ermida dedicada a esse santo.
Bairros
Berriozar conta com os seguintes bairros: Casco Viejo, Casco Nuevo, Zorzico, Artiberri.

## História
A primeira menção histórica a Berriozar aparece no Libro de Rediezmo que refere que a localidade tem oito fogos (casas) e aproximadamente 40 pessoas. No entanto, é possível que antes do século XIII existissem no que é hoje o município alguns currais e casas de lavoura que eram usadas em épocas de paz e abandonadas em tempos de guerra, já que a população se refugiava no recinto muralhado da capital. Num documento de 1205 é citado o topónimo Berrio, embora sem o distinguir de Berrio-plano, Berrio-suso ou Berrio-zar, os quais, juntamente com mais 8 povoações faziam parte da Cendea de Ansoáin, um município que perdurou até 1991.
As más colheitas fizeram com que em 1389 os agricultores não pudessem pagar os impostos a Carlos II de Navarra, o Mau, tendo a propriedade das terras passado para Beltrán de Ezpeleta, barão de Ezpeleta e visconde de Valderro. O último barão de Ezpeleta foi Dom Beltrão, tendo os seus títulos e possessões passado para a Casa de Ablitas, que exerceu a sua jurisdição sobre Berriozar por meio de um alcaide-mor nomeado por eles e reeleito a cada três anos. Este direito jurisdicional sobre Berriozar perdurou até 1815, ano em que Fernando VII de Espanha incorporou todas as jurisdições à sua coroa.
Durante o século XIX os povoados da comarca de Pamplona sofreram as consequências de várias guerra: a Guerra da Independência Espanhola entre 1808 e 1814, a do Trénio Constitucional entre 1820 e 1823, a Primeira Guerra Carlista entre 1833 e 1840, e a Terceira Guerra Carlista entre 1872 e 1872. A região teve que abastecer os beligerantes e sofreram as suas represálias. Por outro lado, epidemias de varíola, cólera e outras doenças contagiosas fizeram diminuir a população. Em contraste com o século anterior, o século XX trouxe a Berriozar grandes mudanças. Durante as décadas de 1960 e 1970 Berriozar, à semelhança da generalidade da comarca, recebeu muitos imigrantes. Em 1930 a localidade tinha 177 habitantes, em 1950 305, em 1970 3 166 e em 1981 5 019. O aumento da população traduziu-se também numa expansão urbanística, com a construção de novos bairros na zona plana (Casco Nuevo e Zorzico) e a povoação converteu-se de uma aldeia agrícola para uma zona residencial da área metropolitana de Pamplona.
Berriozar era um dos 12 concelhos que integrava a Cendea de Ansoáin durante séculos, sendo durante algum tempo a sede do ayuntamiento do respetivo município. Em 1991 foi emancipada, convertendo-se num município independente.
Em 9 de agosto de 2000 Berriozar foi palco do assassínio do subtenente do exército Francisco Casanova Vicente pelo grupo terrorista ETA.

## Política e administração
| Lista de alcaides de Berriozar desde 1991 | Lista de alcaides de Berriozar desde 1991 | Lista de alcaides de Berriozar desde 1991 |
| Mandato                                   | Alcaide                                   | Partido político                          |
| ----------------------------------------- | ----------------------------------------- | ----------------------------------------- |
| 1991-1995                                 | Alonso Alonso                             | PSN-PSOE                                  |
| 1995-1999                                 | José Luis Campo                           | Ação Municipal Operária (AMO-ULE)         |
| 1999-2000                                 | José Manuel Goldarazena                   | Euskal Herritarrok (EH)                   |
| 2000-2003                                 | Benito Ríos Ochoa                         | PSN-PSOE                                  |
| 2003-2007                                 | Benito Ríos Ochoa                         | PSN-PSOE                                  |
| 2007-2011                                 | Francisco Javier Lasa                     | NaBai                                     |

| Composição do ayuntamiento de Berriozar no mandato 2007-2011 | Composição do ayuntamiento de Berriozar no mandato 2007-2011 |
| Partido político                                             | Nº de vereadores                                             |
| ------------------------------------------------------------ | ------------------------------------------------------------ |
| Nafarroa Bai (NaBai)                                         | 3                                                            |
| Ação Nacionalista Basca (EAE-ANV)                            | 3                                                            |
| Partido Socialista de Navarra (PSN)                          | 2                                                            |
| União do Povo Navarro (UPN)                                  | 2                                                            |
| Esquerda Unida de Navarra (IUN-NEB)                          | 1                                                            |
| Convergência de Democratas de Navarra (CDN)                  | 1                                                            |
| Partido Popular de Navarra (PPN)                             | 1                                                            |

Desde a separação em 1991 do então concelho (concejo) de Berriozar do antigo e entretanto extinto município de Cendea de Ansoáin que a administração política do município está a cargo de um ayuntamiento (o equivalente da câmara municipal em Portugal e da prefeitura no Brasil), cujos membros são eleitos democraticamente por sufrágio universal de quatro em quatro anos. O executivo municpal é dirigido pelo alcaidde, que é um dos vereadores eleito pelo partido mais votado. Têm direito de voto nas eleições municipais todos residentes maiores de 18 anos registados no município que sejam de nacionalidade espanhola ou de qualquer membro da União Europeia. O plenário municipal é composto por 13 vereadores (concejales). A sede do ayuntamiento é na Rua Keleberri, em Berriozar.
Resultados das eleições municipais de 2007
Nessas eleições observou-se um empate triplo no número de vereadores eleitos pelo Nafarroa Bai (NaBai), o partido mais votado, a Ação Nacionalista Basca (EAE-ANV) e a União do Povo Navarro (UPN), tendo cada um destes partidos elegido três vereadores cada um. O Partido Socialista de Navarra (PSN) e a Convergência de Democratas de Navarra (CDN) perderam um vereador cada um em relação às eleições anteriores, realizadas em 2003, a favor do NaBai e da UPN. Quando o mandato já tinha sido iniciado, a UPN perdeu um dos seus três vereadores, Moises Ayerra, que abandonou aquele partido e aderiu ao Partido Popular de Navarra (PPN).

## Demografia
Com 9 034 habitantes (4 671 do sexo masculino e 5 020 do sexo feminino), em 2010 Berriozar era o 11º município de Navarra em número de habitantes. A densidade populacional é de 3 333,58 hab/km².
Da análise da pirâmide etária de 2009 pode deduzir o seguinte: a população com menos de 20 anos de idade representava 23,5% do total; 39,28% da população tinha entre 20 e 40 anos; 24,08% tinha entre 40 e 60 anos e a população com idade superior a 60 anos constituía 13,14% do total. Esta estrutura etária é típica de um regime demográfico moderno, com uma evolução no sentido do envelhecimento da população e da diminuição da taxa de natalidade.
| 1900 | 1910     | 1920  | 1930  | 1940  | 1950  |
| 170  | 162      | 175   | 186   | 305   | 279   |
|      | 4,7%     | 8%    | 6,3%  | 64%   | 8,5%  |
| 1960 | 1970     | 1981  | 1995  | 2001  | 2010  |
| 260  | 3 166    | 5 519 | 5 507 | 6 002 | 9 034 |
| 6,8% | 1 117,7% | 74,3% | 0,2%  | 9%    | 50,5% |

## Economia
Berriozar é uma área da periferia externa de Pamplona, cujas grandes superfícies comerciais mais relevantes são o centro comercial Iruña no qual se encontra um hipermercado da cadeia Eroski e uma loja da multinacional francesa Decathlon de venda de material desportivo.

## Monumentos
- Lavadouro (Lavadero) — Situado na parte antiga, foi construído em 1745. Era o ponto de encontro das mulheres, que enquanto lavavam a roupa trocavam mexericos e comentários sobre a vida e as notícias.
- Palácio Ezpeleta — É um edifício do século XV que se encontra na parte antiga. Foi construído pelos barões de Ezpeleta, também viscondes de Valderro. Atualmente é um edifício privado de uso particular.
- Igreja de Santo Estêvão (San Esteban) — É outro edifício histórico da parte antiga, onde se destaca o retábulo-mor, a peça escultórica mais importante do templo.